# Went Up the Hill
Went Up the Hill è un film del 2024 co-scritto e diretto da Samuel Van Grinsven.

## Trama
Il giovane Jack ritorna nella natia Nuova Zelanda per assistere al funerale della madre Elizabeth, morta suicida. Qui conosce Jill, la vedova della donna. Entrambi cominciano a sperimentare fenomeni paranormali, dato che Elizabeth inizia a possederli a turno per comunicare con le due persone più importanti della sua vita.

## Produzione
Nell'autunno 2022 è stato annunciato che Dacre Montgomery e Vicky Krieps avrebbero recitato in un film diretto da Samuel Van Grinsven e le riprese sono iniziate pochi mesi più tardi in Nuova Zelanda. La canzone "Jill" è stata composta dalla stessa Krieps.

## Promozione
Il primo trailer è stato diffuso il 12 giugno 2025.

## Distribuzione
Il film è stato presentato in anteprima mondiale il 5 settembre 2024 in occasione del Toronto International Film Festival. Nel novembre seguente il film è stato proiettato anche alla 42ª edizione del Torino Film Festival. La distribuzione nelle sale statunitensi è prevista per il 15 agosto 2025.

## Accoglienza
L'aggregatore di recensioni Rotten Tomatoes riporta un indice di gradimento dell'88%.